# Grigorij Andrejevič Rečkalov
Grigorij Andrejevič Rečkalov (rusky Григорий Андреевич Речкалов; 9. února 1920 Irbitský újezd – 22. prosince 1990 Moskva) byl sovětský generál letectva, druhé nejúspěšnější sovětské a spojenecké letecké eso druhé světové války. Ve válce dosáhl během 609 bojových letů celkem 61 sestřelů, 56 z nich bylo osobních a 5 skupinových. Dvakrát byl vyznamenán titulem Hrdina Sovětského svazu.